# Psilocybe turficola
Psilocybe turficola är en svampart som beskrevs av J. Favre 1939. Psilocybe turficola ingår i släktet slätskivlingar och familjen Strophariaceae.  Arten är reproducerande i Sverige. Inga underarter finns listade i Catalogue of Life.